# Ewa Gentry
Ewa Gentry – census-designated place (CDP) na wyspie Oʻahu, w hrabstwie Honolulu, na Hawajach, w Stanach Zjednoczonych około 19 km od Honolulu. Według szacunków United States Census Bureau w roku 2010 CDP miało 22 690 mieszkańców.

## Geografia
Według United States Census Bureau census-designated place obejmuje powierzchnię 0,3 mil2 (0,8 km²).

## Demografia
Według spisu z roku 2010, CDP zamieszkiwało 22 690 osób. Średni roczny dochód dla gospodarstwa domowego wynosił 61 462 $ a średni roczny dochód dla rodziny to 70 633 $. Średni roczny dochód na osobę wynosił 21 833 $ (39 354 $ dla mężczyzn i 30 152 $ dla kobiet). 2,6% rodzin i 1,4% mieszkańców census-designated place żyło poniżej granicy ubóstwa, z czego 0,9% to osoby poniżej 18 lat a 0,0% to osoby powyżej 65 roku życia.